# Parc des Princes
Parc des Princes (franska för "Prinsarnas park") är en fotbollsarena i Paris i Frankrike. Den är hemmaarena för Paris Saint-Germain. Den var fransk nationalarena i fotboll fram tills Stade de France byggdes inför fotbolls-VM 1998.

## Historik

### Namnet
Förhistorien för Parc des Princes började på 1700-talet, när Paris omgivningar utnyttjades för nöjen, jakt och promenader av kungen och hans hov. Särskilt gällde detta skogen i väster om staden, där dagens Bois de Boulogne är belägen. Under 1800-talet förstärktes detta bruk av skogarna (särskilt av dem i väster) som nöjesområden, genom att det parisiska borgerskapet tog över nöjesvanor som tidigare var reserverade åt aristokratin. Kung Ludvig Filip I beslutade dessutom 1841 att låta konstruera en försvarsmur runt Paris, vilken förlades längre ut än tidigare murar och kom att dras genom förorter som Auteuil och Boulogne. Skogen/parken i väster var då belägen precis utanför och väster om stadsmuren. År 1860 beslutade sig kejsar Napoleon III, under inrådan av baron Georges-Eugène Haussmann, för att låta Paris annektera stadens grannkommuner i anslutning till muren. Detta innebar att Paris samtidigt delades upp i 20 distrikt (dagens arrondissement). Därmed kom "prinsarnas park" att befinna sig i distrikt/arrondissement XVI, där flera hästkapplöpningsbanor (Longchamp och Auteuil) med tiden kom att anläggas, liksom arenor för tennis, fotboll och bancykling.

### Första arenan
Dagens Parc des Princes har övertagit namnet från en tidigare fotbollsarena på platsen, vilken var uppförd 1897 och bland annat användes vid fotbolls-VM 1938. Den arenan började sin levnad bland annat med en cykelvelodrom och inrymde till att börja med 3 200 sittplatser och totalt 12 000 platser under tak. Frankrikes herrlandslag i fotboll spelade här 1905 sin första hemmamatch – 1–0 mot Schweiz. Successivt utökades dock läktarkapaciteten, och i början av 1930-talet gjordes en omfattande ombyggnad, vilket initialt gav upp till 45 000 åskådarplatser (varav 26 000 sittplatser). Installationen av mer bekväma sittplatser reducerade senare denna siffra, och 17 000 platser gick efter 1965 förlorade i samband med byggandet av Paris ringled – Boulevard Périphérique. Då beslöts också att låta riva arenan och konstruera en ny och modernare på i princip samma ställe, denna gång utan en skrymmande cykelvelodrom.

### Andra arenan
Den nya arenan invigdes år 1972, med ett lite futuristiskt, lätt igenkännbart tak med parallella, kamlika stödjepelare som fungerar både som pelare och takstöd. Parc des Princes har använts som spelplats bland annat på fotbolls-EM 1984 och fotbolls-VM 1998. Arenan har i dag en läktarkapacitet på 48 028 åskådarplatser.

## Hemmaarena
Parc des Princes är i dag hemmaarena för Ligue 1-klubben Paris Saint-Germain FC. RC Paris nyttjade stadion åren 1984–90, medan Paris FC 1972–74 samt 1978–79. Arenan från 1897 användes av RC Paris 1932–66 samt av Stade Français 1945–66.
Planen var också officiell hemmaarna för de franska (herr)landslagen i fotboll och rugby fram till 1998 års bygge av Stade de France.

## Bildgalleri

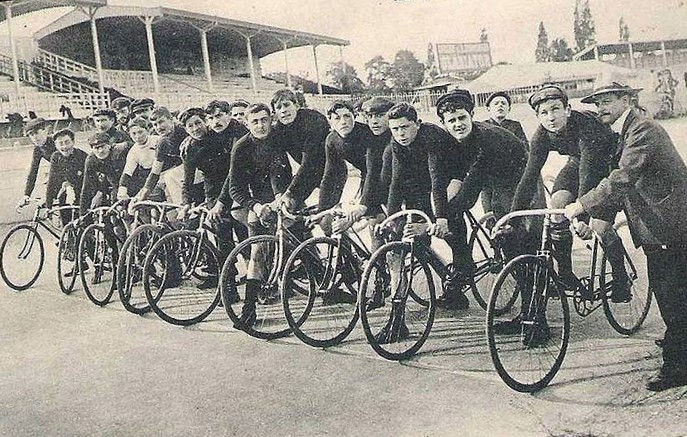
Velodromen på Parc des Princes, runt år 1900.
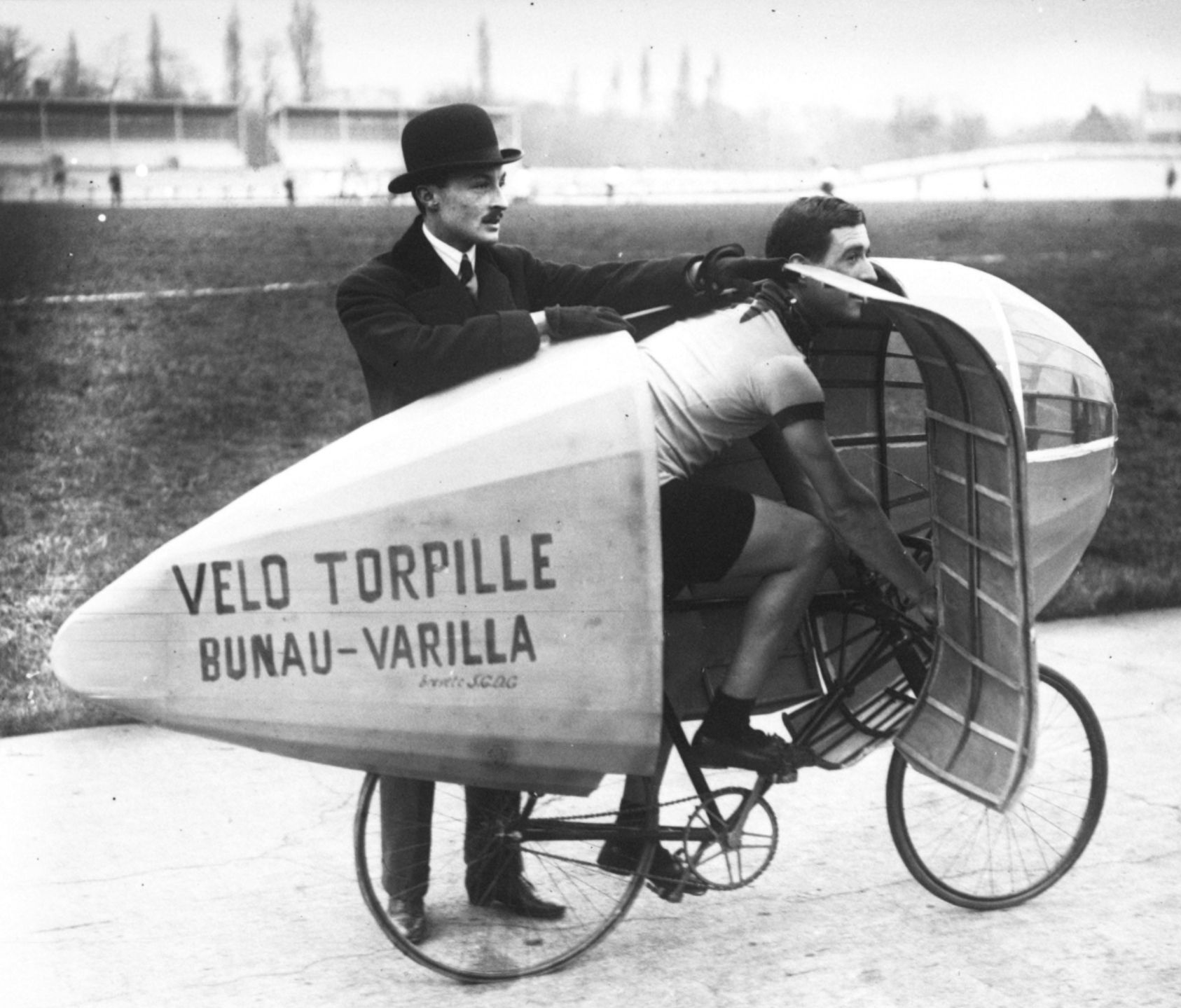
Cyklist på Parc des Princes, 1913.
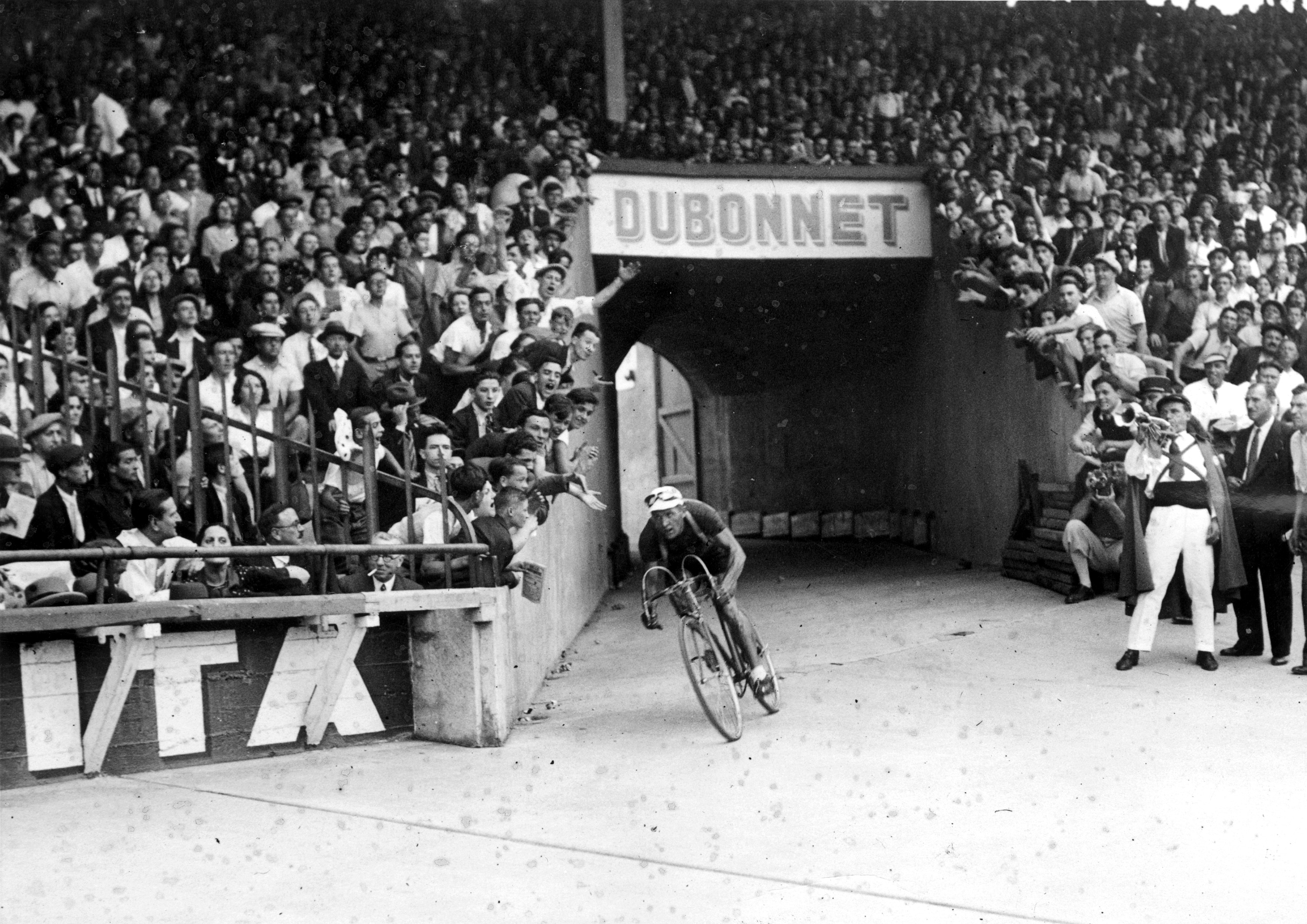
Romain Maes, blivande vinnare av 1935 års Tour de France, kommer in på Parc des Princes.